# Торосян, Ширак Артёмович
Шира́к Артёмович Торося́н (арм. Շիրակ Թորոսյան; род. 16 апреля 1972, Гандзани, Грузинская ССР) — армянский общественный и политический деятель, депутат парламента Армении.
- 1995 — окончил факультет международных отношений Ереванского государственного университета.
- 1997 — академию управления Армении.
- 2006 — Ереванскую школу политических курсов Евросовета. Историк-международник, государственный служащий. Кандидат исторических наук.
- С 1995 — член земляческого союза «Джавахк».
- C 1996 — является преподавателем кафедры международных отношений и дипломатии факультета международных отношений ЕГУ.
- С 1997 — член руководящего органа, заведующий организационным отделом партии «Могучая Родина», с 2006 — вице-председатель партии.
- С 2003 — член руководящего органа, а с 2006 — председатель земляческого союза «Джавахк».
- 12 мая 2007 — избран депутатом парламента. Член фракции «РПА».

06 мая 2012 г. вновь избран депутатом Национального Собрания по пропорциональной избирательной системе от Республиканской партии Армении.
2 апреля 2017 г. избран депутатом Национального Собрания  по общегосударственному избирательному списку РПА. 
С 2018 независимый депутат
Переизбран в 2018 по общенациональному списку "Мой выбор"